# Approximation de Born-Oppenheimer
Ne pas confondre avec Approximation de Born
Vous pouvez aider à l'améliorer ou bien discuter des problèmes sur sa page de discussion.
- Il ne cite pas suffisamment ses sources. Vous pouvez indiquer les passages à sourcer avec {{référence nécessaire}} ou {{Référence souhaitée}}, et inclure les références utiles en les liant aux notes de bas de page. (Marqué depuis avril 2020)
- Il n’est pas rédigé dans un style encyclopédique. (Marqué depuis avril 2020)

- Archive Wikiwix
- Bing
- Cairn
- DuckDuckGo
- E. Universalis
- Gallica
- Google
- G. Books
- G. News
- G. Scholar
- Persée
- Qwant
- (zh) Baidu
- (ru) Yandex
- (wd) trouver des œuvres sur Wikidata

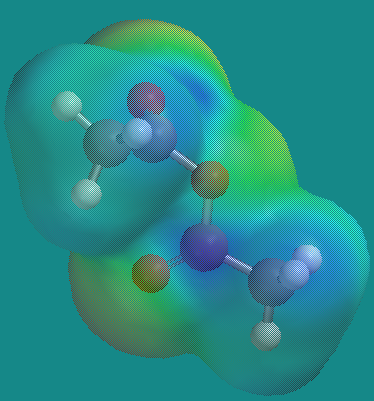
Une molécule d'anhydride acétique où les noyaux de ses atomes sont représentés par des sphères solides, et sa densité électronique calculée en transparence.

En physique quantique, l’approximation de Born-Oppenheimer, nommée d'après ses auteurs initiaux Max Born et Robert Oppenheimer, permet de simplifier drastiquement le calcul de la fonction d'onde d'une molécule en vue de résoudre l’équation de Schrödinger qui décrit son état. Elle consiste à découpler le mouvement des électrons de celui des noyaux. En effet, à cause de la masse bien plus importantes des nucléons qui les composent, les noyaux atomiques ont un mouvement beaucoup plus lent que les électrons qui les entourent. On peut donc considérer que les électrons s’adaptent de manière adiabatique à la position des noyaux, c'est-à-dire que la configuration des électrons s'adapte quasi-instantanément par rapport aux mouvement des noyaux, et que les électrons voient les noyaux comme quasi-statiques.

## Origine et intérêt
La fonction d'onde d'une molécule {\displaystyle \Psi {}_{mol}\left({\vec {r}},{\vec {R}}\right)} dépend des positions de ses {\displaystyle n} électrons, notées ici {\displaystyle {\vec {r}}} et de celles de ses {\displaystyle N} noyaux atomiques, notées {\displaystyle {\vec {R}}}.
Elle obéit à l'équation de Schrödinger :
{\displaystyle {\hat {H}}_{mol}\cdot \Psi {}_{mol}\left({\vec {r}},{\vec {R}}\right)=E\cdot \Psi {}_{mol}\left({\vec {r}},{\vec {R}}\right)}
où l'opérateur hamiltonien peut se décomposer avec les opérateurs
{\displaystyle {\hat {H}}_{mol}={\hat {T}}_{e}+{\hat {T}}_{\mathrm {N} }+{\hat {V}}_{ee}+{\hat {V}}_{e\mathrm {N} }+{\hat {V}}_{\mathrm {NN} }}
où les opérateurs
{\displaystyle {\hat {T}}_{e}=-\sum _{i=1}^{n}{\frac {\hbar ^{2}}{2m_{e}}}\cdot \nabla _{i}^{2}}
et 
{\displaystyle {\hat {T}}_{\mathrm {N} }=-\sum _{i=1}^{N}{\frac {\hbar ^{2}}{2m_{N}}}\cdot \nabla _{i}^{2}}
sont les opérateurs d'énergie cinétique, respectivement des électrons et des noyaux, et
{\displaystyle {\hat {V}}_{ee}=-{\frac {q^{2}}{4\pi \epsilon _{0}}}\sum _{i<j}^{n}{\frac {1}{r_{i}-r_{j}}},}
{\displaystyle {\hat {V}}_{\mathrm {NN} }=-{\frac {q^{2}}{4\pi \epsilon _{0}}}\sum _{I<J}^{N}{\frac {Z_{I}Z_{J}}{R_{I}-R_{J}}},}
et
{\displaystyle {\hat {V}}_{e\mathrm {N} }=-{\frac {q^{2}}{4\pi \epsilon _{0}}}\sum _{i,J}^{n,N}{\frac {Z_{J}}{r_{i}-R_{J}}}}
sont les opérateurs d'interaction de Coulomb, respectivement des électrons entre eux, des noyaux entre eux et des électrons avec les noyaux.
La solution analytique exacte d'une telle équation n'est possible que pour les systèmes les plus simples comme l'atome d'hydrogène. Les résolutions numériques deviennent quant à elles très vite inenvisageables pour les systèmes de quelques atomes en raison du grand nombre d'électrons qu'ils finissent par impliquer. Il est cependant possible de simplifier le problème pour en trouver une solution approchée. L'approximation de Born-Oppenheimer est un moyen efficace et relativement simple d'y parvenir.

## Principe
L'approximation de Born-Oppenheimer se fonde sur l'importante différence de masse entre les électrons et les noyaux. Étant donné que les forces coulombiennes que les électrons et les noyaux subissent sont de même intensité, leurs accélérations, et donc les temps caractéristiques de leurs dynamiques respectives, sont différents de plusieurs ordres de grandeurs : les électrons se déplacent beaucoup plus vite que les noyaux.
Ceci permet de reformuler l'équation de Schrödinger du système en deux temps :
- du point de vue des électrons, les noyaux sont immobiles. On peut donc négliger l'opérateur d'énergie cinétique des noyaux et considérer leurs positions comme un paramètre fixe. On peut donc résoudre l'équation et obtenir les états propres des électrons paramétrés par la distance entre les noyaux. On aura donc une solution pour la configuration de noyaux {\displaystyle {\vec {R}}_{1}}, une solution pour la configuration {\displaystyle {\vec {R}}_{2}}, etc. ;
- de leur côté, les noyaux ne sont pratiquement pas influencés par la position instantanée des électrons. On peut donc supprimer les opérateurs agissant sur les électrons et les remplacer par un potentiel ressenti par les noyaux qui correspond à l'état électronique lorsque les noyaux sont dans une configuration donnée.

## Formulation mathématique
Le fait que les états des noyaux et des électrons soient indépendants permet de supposer la fonction d'onde moléculaire {\displaystyle \Psi _{mol}} comme étant le produit de deux fonctions :
{\displaystyle \Psi _{mol}=\phi \cdot \Phi }
où {\displaystyle \phi } est la fonction d'onde des électrons et {\displaystyle \Phi } celle des noyaux. Comme dit précédemment, on peut écrire que la fonction {\displaystyle \phi ({\vec {r}},{\vec {R}})} ne dépend que des positions des électrons {\displaystyle {\vec {r}}} et des positions fixes des noyaux {\displaystyle {\vec {R}}}, alors que la fonction {\displaystyle \Phi ({\vec {R}})} ne dépend que de la position des noyaux.
L'équation de Schrödinger électronique est alors réduite à
{\displaystyle {\hat {H}}_{e}\phi ({\vec {r}},{\vec {R}})=E_{e}({\vec {R}})\cdot {}\phi ({\vec {r}},{\vec {R}})}
avec l'opérateur {\displaystyle {\hat {H}}_{e}={\hat {T}}_{e}+{\hat {V}}_{ee}+{\hat {V}}_{eN}}. La valeur propre {\displaystyle E_{e}({\vec {R}})} peut être réinjectée dans l'équation de Schrödinger des noyaux qui devient
{\displaystyle \left({\hat {T}}_{N}+{\hat {V}}_{NN}+E_{e}({\vec {R}})\right)\Phi ({\vec {R}})=E_{N}\Phi ({\vec {R}})}
où {\displaystyle E_{N}} est une valeurs approchée de l'énergie totale. On peut donc résoudre successivement l'équation pour différentes configurations des noyaux. Par exemple, on peut calculer l'énergie de dissociation d'une liaison en augmentant progressivement la distance entre les noyaux d'une molécules diatomique. Ceci permet de calculer la surface d'énergie potentielle des configurations atomiques.
Le facteur limitant reste la résolution de l'équation de Schrödinger électronique dont la complexité augmente rapidement avec le nombre d'électrons, bien que le problème se pose aussi avec les noyaux pour les molécules importantes. Mais la méthodologie peut se retrouver dans la manière dont sont calculées, essentiellement par ordinateur, les surfaces d'énergie potentielle par simulation numérique avec des techniques telles que la DFT (Density functional theory), qui cherchent des solutions à l'équation de Schrödinger électronique pour des configurations des noyaux successives.